# Bernd Wittenburg
Bernd Wittenburg (ur. 1 kwietnia 1950 w Neukloster) – wschodnioniemiecki bokser, dwukrotny wicemistrz Europy.

## Kariera sportowa
Startował w wadze średniej (do 75 kg). Zwyciężył w niej na Turnieju Przyjaźni w 1970 w Widyniu.
Zdobył brązowy medal na pierwszych mistrzostwach świata w 1974 w Hawanie (w półfinale przegrał przez nokaut w 1. rundzie z późniejszym mistrzem Rufatem Riskijewem ze Związku Radzieckiego).
Na mistrzostwach Europy w 1975 w Katowicach zdobył srebrny medal po przegranej w finale z Wiaczesławem Lemieszewem z ZSRR. Odpadł w drugiej walce na igrzyskach olimpijskich w 1976 w Montrealu, w której przegrał z późniejszym brązowym medalistą Luisem Felipe Martínezem z Kuby.
Zdobył srebrny medal na mistrzostwach Europy w 1977 w Halle, przegrywając w finale z Leonidem Szaposznikowem z ZSRR.
Był mistrzem NRD w wadze średniej w latach 1972–1976, a w 1977 wicemistrzem w wadze półciężkiej (do 81 kg) – pokonał go Ottomar Sachse.